# Ивановка (Рыбницкий район)
Ива́новка — село в Рыбницком районе непризнанной Приднестровской Молдавской Республики. Вместе с сёлами Красненькое и Дмитровка входит в состав Красненьского сельсовета. Расположено в 25 км от Рыбницы. Население села в 2004 году составляло 220 человек.